# Stephanocaryum popovii
Stephanocaryum popovii är en strävbladig växtart som beskrevs av Rudolf V. Kamelin. Stephanocaryum popovii ingår i släktet Stephanocaryum och familjen strävbladiga växter. Inga underarter finns listade i Catalogue of Life.